# Łubnice (Sainte-Croix)
Pour les articles homonymes, voir Łubnice.
Łubnice est un village de la voïvodie de Sainte-Croix et du powiat de Staszów. Il est le siège de la gmina de Łubnice et comptait 310 habitants en 2006.